# 外林大作
外林 大作（そとばやし だいさく、1916年10月11日 - 2012年4月2日）は、日本の臨床心理学者、横浜市立大学名誉教授。

## 略歴
広島県福山市生まれ。旧制広島県立福山誠之館中学校、旧制水戸高等学校を経て、1941年に東京帝国大学文学部心理学科を卒業。1949年東京学芸大学助教授、1950年横浜市立大学助教授、1951年ロール・プレイング療法を日本に導入。1956年教授。1982年定年退官、名誉教授。1989年勲三等旭日中綬章受勲。

## 著書
- 『行動の科学 トポロヂー心理学入門』学生書房　1948
- 『児童心理学 児童画と智能』銀杏書房　1948
- 『性格の診断 プロジェクティブ・メソッド』牧書店　1950　教育科学新書
- 『知能の診断 知能の正しい理解のために』牧書店　1952　教育科学新書
- 『心理劇』光風出版　1954
- 『異常心理学 異常行動の基礎理論 パースナリティ 異常心理学講座』みすず書房　1958
- 『心理学入門』誠信書房　1963
- 『夢判断 あなたの知らないあなたの欲望』光文社カッパブックス、1968
- 『フロイトの読み方』誠信書房　1983
- 『賞罰をこえて ロール・プレイングのテクニック』ブレーン出版　1984
- 『ナルシズムの喪失』誠信書房　1988　フロイトの読み方

## 共編著
- 『異常心理学講座 第1部 B 第5 児童のパースナリティ・テスト』玉井牧介共著　みすず書房　1954
- 『社会心理学』遠藤辰雄,村田宏雄共著　誠信書房　1955
- 『教育心理学』安倍北夫共編　誠信書房　1956　心理学叢書
- 『ロールシャッハ・テスト』第1-2　本明寛共編　中山書店　1958　心理診断法双書
- 『TAT』本明寛共編　中山書店　1959　心理診断法双書

## 翻訳
- ケーレル『心理学の力学観』生活社　1941
- レヴィン『トポロギー心理学の原理』松村康平共訳　生活社　1942
- エリス・H.マーテンス『できない子供のカリキュラム』三木安正共訳　牧書店　1952
- ヱーリッヒ・フロム『夢の精神分析 忘れられた言語』創元社　1952　現代社会科学叢書
- アンナ・フロイド『自我と防衛』誠信書房　1958
- マアレー編『パーソナリティ』全2巻　共訳編　誠信書房　1961-62
- M.R.ホワース編『児童の心理療法 実践と理論的基礎』第1-2　誠信書房　1968-69
- リフトン『誰が生き残るか プロテウス的人間』誠信書房　1971
- C.S.ホール, R.E.リンド『カフカの夢』誠信書房　1976
- S.A.メドニックほか『心理学概論 行動と経験の探究』島津一夫共編訳　誠信書房　1979

## 論文
- 「思考心理学の根本問題」 『哲学雑誌』 第56巻 655号 1941
- 「思考の研究 I・II 」 『心理学研究』 第16巻 3輯 - 4輯 1941
- 「適応の心理」 『児童心理』 第4巻 1号 1950
- 「性格研究法-プロジェクティブ・テクニックの課題」 『千輪浩先生還暦記念論文集 最近心理学の諸問題』 東京大学・同記念事業委員会発行 1952
- 「レヴィン派とその力学理論」 『理想』 1952年7月号
- 「パースナリティ」 『異常心理学講座 第1部 A. 異常行動の基礎理論 (第三分冊』 みすず書房 1954
- 「人間関係とロールプレイング」 『心理劇研究』 第2号 1958
- 「心理劇・学校劇-ロールプレイングを中心として」 『性格心理学講座 5. 性格の教育』 金子書房 1960